# Destino em Apuros
Destino em Apuros è un film del 1953, diretto da Ernesto Remani e interpretato da Paulo Autran, Helio Souto e Inezita Barroso. Fu la prima pellicola brasiliana a colori.